# Zenon Pietkiewicz (pułkownik)
 Zenon Wiktor Pietkiewicz  (ur. 19 lipca w 1938 w Szynele na Wileńszczyźnie, zm. 28 kwietnia 2018) – pułkownik Wojska Polskiego; dowódca  1 batalionu szturmowego (1979–1983).

## Przebieg służby wojskowej
Zenon Pietkiewicz urodził się 19 lipca 1938 na Wileńszczyźnie w miejscowości Szynele. W październiku 1958 w ramach repatriacji wraz z rodziną wrócił do Polski. W 1959 Wojskowa Komenda Rejonowa w Kętrzynie skierowała go na kurs do Ośrodka Szkolenia Spadochronowego w Strzebielinie Morskim. W 1960 podjął naukę w Oficerskiej Szkole Piechoty. W szkole uprawiał sport, gry zespołowe, a szczególnie trójbój wojskowy (strzelanie z kbk AK z trzech podstaw, rzut granatem, tor przeszkód) startując w mistrzostwach Okręgu i Wojska Polskiego. W 1963 ukończył, po przeformowaniu w 1961 Oficerską Szkołę Wojsk Zmechanizowanych we Wrocławiu. W 1963 został skierowany do 16 Dywizji Pancernej w Elblągu, a w 1964 pełnił służbę w Podoficerskiej Szkole Zawodowej im. Rodziny Nalazków w Elblągu. W 1971 rozpoczął wyższe studia wojskowe II-go stopnia w Akademii Sztabu Generalnego w Rembertowie. W czerwcu 1974, po ukończeniu studiów powrócił do Elbląga pełniąc służbę w 16  Dywizji Pancernej na stanowisku starszego pomocnika wydziału rozpoznawczego. W grudniu 1974 został skierowany do Bydgoszczy, gdzie pełnił służbę w Oddziale Rozpoznawczym Pomorskiego Okręgu Wojskowego. W latach 1975–1979 będąc w sztabie POW brał udział w olimpiadach taktycznych, na szczeblu Okręgu zajął pierwsze miejsce, a na szczeblu Wojska Polskiego drugie miejsce. Od 11 listopada 1978 do 19 czerwca 1979 brał udział w misji pokojowej Polskiej Wojskowej Jednostki Specjalnej ONZ na Bliskim Wschodzie, w Ismailii nad Kanałem Sueskim będąc na stanowisku starszego pomocnika szefa sztabu ds. operacyjnych. 
25 września 1979 objął funkcję dowódcy 1 batalionu szturmowego. W dowodzeniu jednostką wprowadził nowatorskie metody w szkoleniu, w tym m.in. szkolenia całego 1 bsz przez 1-2 dni w tygodniu w zakresie zintegrowanego szkolenia spadochronowego, wspinaczki (na budynkach garnizonu), walki wręcz, pokonywania toru przeszkód wykorzystania ładunków wybuchowych i strzelania. W 1980 dowodzona przez niego jednostka brała udział w IV Centralnych Zawodach Działań Specjalnych w Drawsku, uczestniczyła w międzynarodowym ćwiczeniu w 1981 „Braterstwo Broni” w NRD. W kwietniu 1983 został skierowany służbowo do Białegostoku, gdzie pełnił służbę w Studium Wojskowym w Akademii Medycznej w Białymstoku. Będąc w rezerwie 23 marca 2000 w Pałacu Prezydenckim jako działacz Związku Polskich Spadochroniarzy został odznaczony Krzyżem Oficerskim Orderu Odrodzenia Polski przez ministra Marka Dukaczewskiego, który wręczył order w imieniu prezydenta RP Aleksandra Kwaśniewskiego. Prowadził prywatne Policealne Studium Usług Detektywistycznych i Ochrony Mienia w Białymstoku, Niepubliczny Ośrodek Kształcenia Ustawicznego oraz Studium Ochrony Pietkiewicz. Zmarł 28 kwietnia 2018. 

## Awanse
- podporucznik – 1963[1]

(...)
- podpułkownik – 1979[6]
- pułkownik – ?[8]

## Ordery, odznaczenia i wyróżnienia
- Krzyż Oficerski Orderu Odrodzenia Polski – 2000[13]
- Odznaka Skoczka Spadochronowego Wojsk Powietrznodesantowych

i inne

## Upamiętnienie
23 września 2006 została odsłonięta tablica z inicjatywy Oddziału III Związku Polskich Spadochroniarzy, gdzie widnieją imiona i nazwiska dowódców 1 batalionu szturmowego, w tym dowódcy ppłka Zenona Pietkiewicza. Celem upamiętnienia 1 batalionu szturmowego, jego żołnierzy, dowódców - jest organizowany „Festyn Komandosa”, który odbywa się od 2010 do chwili obecnej w Dziwnowie, jest adresowany głównie dla żołnierzy i funkcjonariuszy służb mundurowych, stowarzyszeń paramilitarnych i organizacji proobronnych oraz społeczeństwa. W ramach festynu odbywały się imprezy sportowo-wyczynowe, jest Festiwal Gwiazd Sportu, czy Festyn Rybaka Dziwnów, które są organizowane przez Gminę Dziwnów. 